# Jharkhand
Le Jharkhand (hindi : झारखंड (jhārkhaṇḍ)) est un État de l'Inde. Son nom signifie « terre des forêts ». Il a été détaché du Bihar le 15 novembre 2000.
La ville industrielle de Ranchi est la capitale de l'État et Dhanbad, capitale du charbon en Inde, est la ville la plus peuplée. Le principal centre religieux est Deoghar.

## Histoire
Le Jharkhand est une création récente, puisqu'il est l'un des trois nouveaux États de l'Inde qui ont été créés le 15 novembre 2000. Il a été constitué à partir des anciens districts méridionaux de l'État du Bihar.

## Géographie
Le Jharkhand couvre essentiellement la surface du plateau de Chota Nagpur.

## Politique

### Divisions administratives
| Division de Palamu          | Division de North Chotanagpur                                          | Division de South Chotanagpur                   | Division de Kolhan                                            | Division de Santhal Pargana                             |
| --------------------------- | ---------------------------------------------------------------------- | ----------------------------------------------- | ------------------------------------------------------------- | ------------------------------------------------------- |
| - Garhwa - Palamu - Latehar | - Chatra - Hazaribagh - Giridih - Koderma - Dhanbad - Bokaro - Ramgarh | - Ranchi - Lohardaga - Gumla - Simdega - Khunti | - Pashchimi Singhbhum - Seraikela Kharsawan - Purbi Singhbhum | - Deoghar - Jamtara - Dumka - Godda - Pakur - Sahebganj |

## Démographie

### Principales villes du Jharkhand
| Ville              | Population (recensement 2011) |
| ------------------ | ----------------------------- |
| Jamshedpur         | 1 339 438                     |
| Dhanbad            | 1 196 214                     |
| Ranchi             | 1 120 374                     |
| Bokaro Steel City  | 564 319                       |
| Deoghar            | 203 123                       |
| Phusro             | 185 555                       |
| Hazaribagh         | 153 595                       |
| Giridih            | 143 630                       |
| Ramgarh Cantonment | 132 425                       |
| Daltonganj         | 120 325                       |
| Chirkunda          | 118 777                       |
| Jumri Tilaiya      | 93 620                        |
| Sahebganj          | 88 214                        |
| Saunda             | 81 915                        |
| Chaibasa           | 69 565                        |
| Lohardaga          | 57 411                        |
| Chakradharpur      | 56 531                        |
| Madhupur           | 55 238                        |
| Gumla              | 51 264                        |
| Chatra             | 49 985                        |
| Godda              | 48 480                        |
| Gomia              | 48 141                        |
| Dumka              | 47 584                        |
| Garhwa             | 46 059                        |
| Pakur              | 45 840                        |
| Kopali             | 43 256                        |
| Simdega            | 42 944                        |
| Bishrampur         | 42 925                        |
| Ghatsila           | 40 624                        |
| Mihijam            | 40 463                        |

## Langues
La langue officielle est l'hindi secondée par l'ourdou.
Les autres langues principales sont : bengali, odia, santali, ho, kurukh, mundari, kharia, nagpuri, panchpargania, maïthili, khortha et kurmali.
Le bengali est la langue majoritaire de nombreux districts de l'est de l'état, surtout vers les zones frontalières du Bengale-Occidental. Les districts dont la langue majoritaire est le bengali demandent à être rattachés au Bengale-Occidental, vu que les États indiens sont créés sur des bases linguistiques et culturelles[réf. nécessaire].

## Économie
L'État du Jharkhand regorge de bauxite, de fer et de charbon. Les compagnies minières y prolifèrent.
L’État concentre 26 % des gisements de charbon du pays.

## Divers
Le Jharkhand est un des États qui abrite la guérilla des naxalites.    